# Copa del Generalísimo de fútbol 1940
La Copa del Generalísimo de Fútbol de 1940 fue la edición número 36 de la competición de Copa en España. La conquistó el Real Club Deportivo Español de Barcelona, que así obtuvo su segundo título nacional. Se disputó desde el 11 de mayo hasta el 30 de junio de 1940. La selección de los equipos participantes se realizó en función de los diferentes torneos regionales que se disputaban en España. Esta fue la última edición de Copa en la que los equipos participantes se seleccionaron de dicho modo.

## Equipos participantes y ausentes
La de 1940 fue la última edición de la Copa en España en la que los campeonatos regionales dilucidaron los equipos que participaban en el torneo. En casi todas las regiones de España fue también la última vez que se disputaron estos torneos, solo en Canarias perduraría el torneo regional durante cierto tiempo más.
El número de representantes clasificados de cada torneo dependía del nivel de dicho torneo regional variando desde los 4 aportados por Cataluña y el torneo Guipuzcoano-Navarro-Aragonés, hasta el único representante que se enviaba de los torneos de fuera de la península (Baleares, Canarias y Norte de África).
- Campeonato de Asturias (3): Real Sporting de Gijón, Sportiva Ovetense y Racing Langreano.
- Campeonato de Cataluña (4): RCD Español, Gerona FC, FC Barcelona y CD San Andrés.
- Campeonato del Centro (3): Athletic de Aviación, Real Madrid CF y AD Ferroviaria de Madrid.
- Campeonato de las Islas Baleares (1): Athletic FC de Palma.
- Campeonato de Cantabria (2): Racing de Santander y Unión Montañesa.
- Campeonato de Galicia (2): RC Deportivo de La Coruña y RC Celta de Vigo.
- Campeonato Mancomunado de Guipúzcoa, Navarra y Aragón (4): CA Osasuna, Zaragoza FC, Donostia FC y CD Alavés.
- Campeonato de Murcia (2): Hércules CF y Real Murcia.
- Campeonato del Norte de África (1): Ceuta Sport.
- Campeonato del Sur (3): Sevilla FC, Real Betis Balompié y CD Malacitano.
- Campeonato de Valencia (2): Valencia CF y UD Levante Gimnástico.
- Campeonato de Vizcaya (3): Atlético de Bilbao, Baracaldo FC y SD Erandio Club.

En Canarias no se disputó ningún campeonato ese año, pero el CD Tenerife participó en la Copa como representante de las islas.
Las ausencias más destacadas de la Copa de 1940 fueron el Oviedo FC, que había pedido una moratoria de un año antes de reincorporarse a las competiciones y sobre todo el Racing de Ferrol, finalista de la edición anterior, que se vio superado en el torneo gallego por Celta y Deportivo. El Celta finalizó cuarto en el campeonato gallego, pero las renuncias del Vigués FC y el Eiriña le clasificaron para la fase final.
Como la competición de Copa se disputó una vez finalizado el Campeonato de Liga 1939-40, los equipos favoritos eran aquellos que mejor papel habían realizado en el Campeonato de aquel año. Aquella había sido una Liga muy disputada partiendo con la vitola de favoritos el campeón Athletic de Aviación y el Sevilla FC de la delantera Stuka (subcampeón de Liga y campeón de la anterior edición de la Copa). Junto a ellos Real Madrid y Atlético de Bilbao se habían quedado relativamente cerca de la cabeza habiendo realizado un buen papel. Mención aparte merece el caso del RCD Español: los catalanes habían sido los grandes dominadores de la Liga hasta la jornada 17 (a falta de 5) cuando fueron goleados por el Sevilla, y en el trayecto de regreso a Barcelona su autobús sufrió un grave accidente. Varios jugadores resultaron heridos y tuvieron que ser hospitalizados. Desde el accidente el Español no levantó cabeza (perdió 4 de los últimos 5 partidos de Liga) y acabó quinto. Por esa última racha negativa, el Español no partía como favorito a título de Copa, pero precisamente los españolistas aprovecharon la Copa para resarcirse del amargo sabor que les había dejado la Liga,

## Dieciseisavos de final
Esta ronda se disputó los días 12 y 19 de mayo. El Athletic de Aviación, que días antes se había proclamado campeón de Liga, quedó exento de la primera ronda por este hecho. El sorteo estaba dirigido de tal forma que los equipos de Primera división no se emparejaban entre sí y además los choques se realizaron con criterios de cercanía geográfica. No hubo sorpresas en esta primera ronda y los equipos modestos quedaron eliminados. La eliminatoria entre Osasuna y el Gerona necesitó un partido de desempate que se jugó en Zaragoza (campo neutral) el 21 de mayo. Ganó Osasuna por 2-0

### Resultados
| Equipo 1                 | Resultado global | Equipo 2                  | Resultado ida | Resultado vuelta |
| ------------------------ | ---------------- | ------------------------- | ------------- | ---------------- |
| AD Ferroviaria de Madrid | 3-6              | RC Deportivo de La Coruña | 1-1           | 2-5              |
| Sportiva Ovetense        | 3-9              | RC Celta de Vigo          | 2-2           | 1-7              |
| Unión Montañesa          | 1-10             | Real Sporting de Gijón    | 0-6           | 1-4              |
| SD Erandio Club          | 1-3              | Racing de Santander       | 1-1           | 0-2              |
| Donostia FC              | 3-0              | Racing Langreano          | 3-0           | 0-0              |
| CD Alavés                | 0-10             | Atlético de Bilbao        | 0-6           | 0-4              |
| Baracaldo FC             | 0-7              | Zaragoza FC               | 0-4           | 0-3              |
| Gerona FC                | 4-4              | CA Osasuna                | 1-2           | 3-2              |
| Athletic FC de Palma     | 2-9              | FC Barcelona              | 2-2           | 0-7              |
| Valencia CF              | 11-3             | CD San Andrés             | 8-2           | 3-1              |
| RCD Español              | 10-2             | UD Levante Gimnástico     | 6-2           | 4-0              |
| CD Malacitano            | 2-3              | Hércules CF               | 2-1           | 0-2              |
| Real Murcia              | 0-6              | Real Madrid               | 0-4           | 0-2              |
| Ceuta Sport              | 1-5              | Real Betis Balompié       | 0-1           | 1-4              |
| Sevilla FC               | 6-2              | CD Tenerife               | 6-1           | 0-1              |

## Octavos de final
Esta ronda se disputó los días 23 y 26 de mayo. Saltaron las primeras grandes sorpresas del torneo al ser eliminado el Atlético de Bilbao por parte del Hércules CF; y sobre todo, por la eliminación del Athletic de Aviación, campeón de Liga, frente al Zaragoza. La eliminatoria entre Atlético Aviación y el Zaragoza necesitó un partido de desempate que se jugó en Barcelona (campo neutral). Ganaron los blanquillos por 4-2.

### Resultados
| Equipo 1             | Resultado global | Equipo 2                  | Resultado ida | Resultado vuelta |
| -------------------- | ---------------- | ------------------------- | ------------- | ---------------- |
| FC Barcelona         | 5-0              | RC Deportivo de La Coruña | 4-0           | 1-0              |
| Athletic de Aviación | 2-2              | Zaragoza FC               | 0-0           | 2-2              |
| CA Osasuna           | 2-7              | Real Madrid               | 1-4           | 1-3              |
| Hércules CF          | 5-2              | Atlético de Bilbao        | 5-2           | 0-0              |
| Racing de Santander  | 4-1              | Real Sporting de Gijón    | 3-0           | 1-1              |
| RC Celta de Vigo     | 3-8              | RCD Español               | 1-3           | 2-5              |
| Valencia CF          | 7-5              | Donostia FC               | 3-1           | 4-4              |
| Real Betis           | 3-5              | Sevilla FC                | 0-3           | 3-2              |

## Cuartos de final
Los cuartos de final se disputaron el 2 y el 9 de junio.
| Equipo 1     | Resultado global | Equipo 2            | Resultado ida | Resultado vuelta |
| ------------ | ---------------- | ------------------- | ------------- | ---------------- |
| FC Barcelona | 1-3              | RCD Español         | 0-2           | 1-1              |
| Real Madrid  | 5-1              | Racing de Santander | 3-1           | 2-0              |
| Hércules CF  | 4-5              | Valencia CF         | 2-1           | 2-4              |
| Sevilla FC   | 3-4              | Zaragoza FC         | 1-0           | 2-4              |

## Semifinales
Se disputan el 17 y el 24 de junio.
| Equipo 1    | Resultado global | Equipo 2    | Resultado ida | Resultado vuelta |
| ----------- | ---------------- | ----------- | ------------- | ---------------- |
| RCD Español | 5-2              | Valencia CF | 3-1           | 2-1              |
| Real Madrid | 2-1              | Zaragoza FC | 1-0           | 1-1              |

## Final
| PO | Trías            |    |                  |
| DF | Teruel           |    |                  |
| DF | Pérez (c)        |    |                  |
| MC | Arasa            |    |                  |
| MC | Isidro Rovira    |    |                  |
| MC | Llimós           |    |                  |
| ED | Ara              |    |                  |
| ID | Jorge            |    |                  |
| DE | Vicente Martínez |    |                  |
| II | Gonzalvo         |    |                  |
| EI | Mas              |    |                  |
|    | DT               | DT | Patricio Caicedo |

| PO | Esquiva       |    |               |
| DF | Mardones      |    |               |
| DF | Quincoces (c) |    |               |
| MC | Villita       |    |               |
| MC | Bonet         |    |               |
| MC | Ipiña         |    |               |
| EI | Luis Marín    |    |               |
| II | "Chus" Alonso |    |               |
| DC | Alday         |    |               |
| ID | Lécue         |    |               |
| ED | Emilín        |    |               |
|    | DT            | DT | Francisco Bru |

|  | 30'  | Jorge | 1-1 |
|  | 86'  | Jorge | 2-1 |
|  | 112' | Mas   | 3-2 |

|  | 5'  | Alonso | 0-1 |
|  | 89' | Alday  | 2-2 |

| Árbitro: | Julio Ostalé |

| PO | Trías            |    |                  |
| DF | Teruel           |    |                  |
| DF | Pérez (c)        |    |                  |
| MC | Arasa            |    |                  |
| MC | Isidro Rovira    |    |                  |
| MC | Llimós           |    |                  |
| ED | Ara              |    |                  |
| ID | Jorge            |    |                  |
| DE | Vicente Martínez |    |                  |
| II | Gonzalvo         |    |                  |
| EI | Mas              |    |                  |
|    | DT               | DT | Patricio Caicedo |

| PO | Esquiva       |    |               |
| DF | Mardones      |    |               |
| DF | Quincoces (c) |    |               |
| MC | Villita       |    |               |
| MC | Bonet         |    |               |
| MC | Ipiña         |    |               |
| EI | Luis Marín    |    |               |
| II | "Chus" Alonso |    |               |
| DC | Alday         |    |               |
| ID | Lécue         |    |               |
| ED | Emilín        |    |               |
|    | DT            | DT | Francisco Bru |

|  | 30'  | Jorge | 1-1 |
|  | 86'  | Jorge | 2-1 |
|  | 112' | Mas   | 3-2 |

|  | 5'  | Alonso | 0-1 |
|  | 89' | Alday  | 2-2 |

| Árbitro: | Julio Ostalé |

|                 |
| Campeón ESPAÑOL |
| 2º título       |

La final del Torneo se disputó en Madrid. Por segundo año consecutivo fue presidida por el General Moscardó, que actuó en representación de Franco.
Fue una final plena de emoción y con alternativas en el marcador. Se adelantó el Real Madrid por gol de Chus Alonso (5') nada más empezar el choque. Sin embargo el Español fue capaz de neutralizar la ventaja del Real Madrid y con dos goles de Martínez Catalá (30' y 85') dio la vuelta al partido. Cuando parecía que los españolistas iban a llevarse la Copa, Alday (89') igualó la contienda cuando el partido estaba a punto de finalizar.
Sin embargo, en la prórroga, el Español, más entero, dominó el partido y acabó sentenciando con un gol de más (110') en la segunda parte de la prórroga, tras una internada por la banda y un remate que desvió el defensa madridista Jacinto Quincoces.